# Julius Mark

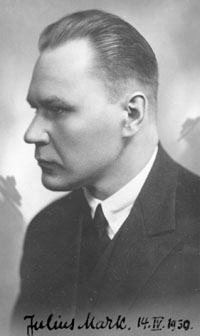
Julius Mark (1930)

Julius Mark (* 27. März 1890 in der Region Virumaa; † 2. März 1959 in Washington, D.C.) war ein estnischer Sprachwissenschaftler. Er gilt als ein namhafter Erforscher der finnisch-ugrischen Sprachen. Mark wirkte als Präsident der Gelehrten Estnischen Gesellschaft (1929–1936) und war deren Ehrenmitglied.

## Leben
Mark war der Sohn einer wohlhabenden Bauernfamilie. Er besuchte das Alexander-Gymnasium in Reval. 1911/12 begann er ein Studium an der Kaiserlichen Universität Dorpat in vergleichende indoeuropäische Sprachwissenschaft und alte Sprachen. 1912 setzte er sein Studium an der Universität in Helsinki fort. 1919 promovierte Mark an der Universität und trat am 12. September 1919 die Stelle als Professor für Uralische Sprachwissenschaft der Universität in Dorpat an. 1923 wurde Mark zum ordentlichen Professor gewählt. In den Jahren 1922 bis 1924 amtierte er als Chefredakteur der estnischen sprachwissenschaftlichen Zeitschrift „Eesti Keel“ (deutsch Estnische Sprache).
1944 flüchtete er vor der Roten Armee aus Dorpat nach Deutschland und weiter nach Dänemark. 1947 wanderte Mark in die Vereinigten Staaten aus. Dort lehrte er an verschiedenen Universitäten die russische und finnische Sprache.